# Räitatjåkka
Räitatjåkka (nordsamiska: Reaiddáčohkka) är ett berg norr om Kebnekaise i Lappland. Fjället ligger mellan dalarna Stuor Reaiddávággi och Unna Reaiddávággi som bägge mynnar ut i Visttasvággi mot öst. Toppen når 1934 möh och består av en stor platå.
Räitatjåkkas topp bestiges enklast från sydsidan. Från övernattningsstugan i Unna Reaiddávággi angrips berget rakt upp i rasbranten mot toppen, en utmärkt dagsutflykt från övernattningsstugan och tillbaka.